# Image binaire

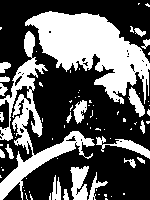
Exemple d'image de palette à deux niveaux 1 bit

Une image binaire, également appelé image bi-niveau ou image a deux niveaux, est une image matricielle qui n'a que deux valeurs possibles pour chaque pixel. Chaque pixel d'une image binaire peut donc être stockée sous la forme d'un bit seulement.
Parmi les images numériques, et en particulier, les images matricielles, les images binaires sont les plus simples. Bichromes (la plupart du temps noire et blanche) elles sont ontologiquement numériques, c'est-à-dire que leur codage et leur décodage peuvent être faits directement vers la base 2.
Une image binaire peut être le résultat d'une binarisation, parfois réalisé avec un algorithme de seuillage ou de segmentation.

## Exemples
Il existe deux images binaires pour représenter un point au centre d'une matrice de neuf éléments (il peut s'agir très simplement d'ampoules allumées ou éteintes) :
000      

010      

000                     
codage : 0, 2, 0
111      

101      

111                     
codage : 7, 5, 7